# Damas e Cavalheiros
Damas e Cavalheiros é uma série de televisão de humor brasileira, exibida pela Rede Globo no Fantástico, em que astros e estrelas da televisão vivem as mais loucas e divertidas situações dentro de um banheiro. Escrita pelo roteirista Cláudio Paiva e dirigida pelo cineasta Maurício Farias, teve oito episódios de cinco minutos cada, exibidos entre os dias 17 de julho de 2005 a 11 de setembro de 2005, sempre aos domingos.
O programa não tem escatologia tampouco cita necessidades fisiológicas, apenas revela um pouco da intimidade das pessoas em um local inusitado, e pouco explorado, na ficção. Trata-se de uma comédia realista, com um tom psicológico.
Dentre as histórias narradas, estão:
- Um homem(Diogo Vilela) sai com a namorada para jantar e quer pedir sua mão em casamento, mas não sabe como fazer. Vai ao banheiro para ensaiar o pedido. Lá, encontra um faxineiro(Pedro Paulo Rangel), com quem simula a cena.
- Uma noiva(Ana Paula Arósio) foge do casamento e se esconde, mesmo com o vestido branco, em um banheiro público.
- Duas mulheres(Andréa Beltrão e Patrícia Pillar) vão ao banheiro para decidir quem vai ficar com um rapaz que ambas gostaram.

Participaram do quadro: Débora Bloch, Graziela Moretto, Marco Ricca e Giulia Gam, entre outros.
Segundo a cenógrafa, Luciane Nicolino, os banheiros vão do chique ao sujo. Para cada episódio, foram construídos ambientes diferentes. Um dos episódios se passa numa boate, outro num aeroporto, dois serão residenciais e outro, num botequim.
Para Maurício, foi um dos trabalhos mais fáceis e ágeis de se editar, pelo fato de toda a história se desenrolar dentro de um banheiro, ou seja, o mundo coletivo foi levado para dentro de um cômodo. Já Paiva defende que, trata-se de uma nova linguagem para os humorísticos, é uma evolução de todo o trabalho que já fez na televisão.

## Fonte
- http://observatorio.ultimosegundo.ig.com.br/artigos.asp?cod=337ASP009 Em falta ou vazio |título= (ajuda)

1. ↑  «Folha de S.Paulo - Televisão: Quadro do "Fantástico" vai ao banheiro - 10/07/2005». www1.folha.uol.com.br. Consultado em 19 de maio de 2020